# Karl Burdach
Pour les articles homonymes, voir Burdach.
Karl Burdach, né le 28 juillet 1891 à Chemnitz et mort le 30 décembre 1976 à Fribourg-en-Brisgau, est un militaire allemand. Generalleutnant, il a servi dans la Heer au sein de la Wehrmacht pendant la Seconde Guerre mondiale.
Il a été récipiendaire de la croix de chevalier de la croix de fer. Cette décoration est attribuée pour récompenser un acte d'une extrême bravoure sur le champ de bataille ou un commandement militaire avec succès.

## Biographie
Burdach rejoint le 1er avril 1912 le 12e régiment d'artillerie de campagne de l'armée saxonne en tant que porte-drapeau. Après l'école de guerre de Glogau, il est promu lieutenant le 14 août 1913 avec un brevet daté du 19 août 1911.
Karl Burdach est capturé par les forces américaines en avril 1945 et reste en captivité jusqu'en 1947.

## Décorations
- Croix de fer (1914)
  - 2e classe (2 octobre 1914)
  - 1re classe (19 avril 1917)
- Insigne des blessés (1914)
  - en Noir
  - en Argent (30 octobre 1918)
- Ordre militaire de Saint-Henri (29 avril 1918)
- Croix d'honneur (18 décembre 1934)
- Agrafe de la croix de fer (1939)
  - 2e classe (18 janvier 1940)
  - 1re classe (24 juin 1940)
- Médaille du Front de l'Est (16 juillet 1942)
- Croix allemande en or (26 décembre 1941)
- Croix de chevalier de la croix de fer
  - Croix de chevalier le 23 février 1944 en tant que Generalleutnant et commandant de la 11. Infanterie-Division[1]
- Mentionné dans le bulletin radiophonique Wehrmachtbericht (26 janvier 1944)